# Fußball-Asienmeisterschaft der Frauen 2026
Die 21. Fußball-Asienmeisterschaft der Frauen (offiziell: 2026 AFC Women’s Asian Cup) findet voraussichtlich vom 1. bis zum 21. März 2026 in Australien statt. Wie schon 2022 werden zwölf Mannschaften an der Endrunde teilnehmen. Es wird zunächst in einer Gruppenphase in drei Gruppen zu je vier Mannschaften und danach im K.-o.-System gespielt werden.
Das Turnier wird als asiatische Qualifikation für die Weltmeisterschaft 2027 in Brasilien dienen. Es werden sich die sechs besten Mannschaften direkt für die Endrunde und zwei weitere Mannschaften für ein internationales Play-off-Turnier qualifizieren. Daneben werden die acht Viertelfinalisten an der Qualifikation zu den Olympischen Sommerspielen 2028 teilnehmen.
Titelverteidiger ist China.

## Vergabe
Bis Ende Juli 2022 bekundeten insgesamt vier nationale Fußballverbände Interesse an der Austragung der Endrunde der Asienmeisterschaft der Frauen. Das waren Australien, Jordanien, Saudi-Arabien und Usbekistan. In Australien fand 2006 und in Jordanien 2018 bereits die Endrunde der Asienmeisterschaft der Frauen statt. Für Saudi-Arabien und Usbekistan wäre es die jeweils erste Austragung. Die saudi-arabische Frauen-Mannschaft hatte erst 2022 ihre ersten Spiele ausgetragen.
Die Bekanntgabe des Gastgebers war zunächst für 2023 geplant. Bis Mitte März 2024 hatten sich die Verbände aus Jordanien, Saudi-Arabien und Usbekistan zurückgezogen. Das AFC Women’s Football Committee empfahl daraufhin Australien als Gastgeber. Die Bekanntgabe des Gastgebers fand schließlich zwei Monate später statt.

## Spielorte
Im November 2024 wurden vom AFC Women’s Football Committee die fünf Stadien in den drei Städten Gold Coast, Perth und Sydney als Spielorte empfohlen. Jeweils zwei Stadien befinden sich in Perth an der Westküste und in Sydney an der Ostküste. Das Stadium Australia in Sydney war bereits eine der fünf benutzten Spielstätten der Asienmeisterschaft der Männer 2015. Zusammen mit dem Perth Rectangular Stadium wurde es ebenfalls bei der Weltmeisterschaft der Frauen 2023 als Austragungsort benutzt. Bei beiden Turnieren wurde im Stadium Australia auch jeweils das Endspiel ausgetragen, wie es auch bei diesem Turnier vorgesehen ist.
Zwei der fünf vorgesehenen Stadien verfügen über eine Kapazität zwischen 28.000 und 30.000 Zuschauer. Das größte Stadion wird das Stadium Australia in Sydney mit einer Kapazität von fast 80.000 Zuschauern sein, das kleinste Stadion hingegen, das Perth Rectangular Stadium in Perth, wird nur Platz für knapp unter 20.000 Zuschauer bieten.
| Gold Coast                           | Perth                                       | Perth                           |
| ------------------------------------ | ------------------------------------------- | ------------------------------- |
| Gold Coast Stadium Kapazität: 28.000 | Perth Rectangular Stadium Kapazität: 19.500 | Perth Stadium Kapazität: 60.000 |
| Gold Coast Stadium                   | Perth Rectangular Stadium                   | Perth Stadium                   |
| Sydney                               |                                             |                                 |
| Stadium Australia Kapazität: 79.500  | Western Sydney Stadium Kapazität: 30.000    |                                 |
| Stadium Australia                    | Western Sydney Stadium                      |                                 |

## Teilnehmer

### Qualifikation

Qualifiziert
Nicht qualifiziert
Nicht teilgenommen
Bisher keine Frauen-Mannschaft aufgestellt

Neben Gastgeber Australien waren auch die besten drei Mannschaften der letzten Asienmeisterschaft in Indien – China, Südkorea und Japan – direkt qualifiziert. Neben diesen vier meldeten sich von den restlichen 43 Mitgliedsverbänden der AFC 33 zur Teilnahme an. Die Gruppenauslosung fand am 27. März 2025 in Kuala Lumpur statt. Die teilnehmenden Mannschaften wurden entsprechend ihrer Platzierungen in der FIFA-Weltrangliste vom 6. März 2025 in fünf Lostöpfe aufgeteilt und in zwei Fünfer- und sechs Vierergruppen gelost. Mit Bhutan, Kambodscha, Osttimor, Saudi-Arabien, Sri Lanka und Turkmenistan nahmen sechs Mannschaften zum ersten Mal an der Qualifikation für die Asienmeisterschaft teil. 
Die Spiele fanden vom 23. Juni bis zum 5. Juli 2025 statt. Die Gruppe A musste jedoch aufgrund der unsicheren Lage im Gastgeberland durch den isrealisch-iranischen Krieg verschoben werden und fand vom 7. bis zum 19. Juli 2025 statt. Die Gruppen wurden als Miniturniere ausgetragen, bei denen je einer der Teilnehmer als Gastgeber einer Gruppe fungierte. Jede Mannschaft spielte einmal gegen jede andere ihrer Gruppe. Die acht Gruppensieger qualifizierten sich für die Endrunde.

### Auslosung
Die Gruppenauslosung fand am 29. Juli 2025 in der australischen Stadt Sydney statt. Die Mannschaften wurden erstmals entsprechend ihren Platzierungen in der FIFA-Weltrangliste von Juni 2025 auf vier Lostöpfe verteilt und in drei Gruppen mit jeweils vier Mannschaften gelost. Gastgeber Australien war bereits als Gruppenkopf der Gruppe A gesetzt.
| Topf 1 - Australien (15, Gastgeber) - Japan (7) - Nordkorea (9) Topf 2 - China (17) - Südkorea (21) - Vietnam (37) | Topf 3 - Philippinen (41) - Chinese Taipei (42) - Usbekistan (51) Topf 4 - Iran (68) - Indien (70) - Bangladesch (128) |

| Gruppe A    | Gruppe B    | Gruppe C       |
| ----------- | ----------- | -------------- |
| Australien  | Nordkorea   | Japan          |
| Südkorea    | China       | Vietnam        |
| Iran        | Bangladesch | Indien         |
| Philippinen | Usbekistan  | Chinese Taipei |

## Gruppenphase

### Gruppe A
| Pl. | Land        | Sp. | S | U | N | Tore    | Diff. | Punkte |
| --- | ----------- | --- | - | - | - | ------- | ----- | ------ |
| 1.  | Australien  | 0   | 0 | 0 | 0 | 000:000 | ±0    | 0      |
| 1.  | Südkorea    | 0   | 0 | 0 | 0 | 000:000 | ±0    | 0      |
| 1.  | Iran        | 0   | 0 | 0 | 0 | 000:000 | ±0    | 0      |
| 1.  | Philippinen | 0   | 0 | 0 | 0 | 000:000 | ±0    | 0      |

| 1. März 2026, 17:00 Uhr (10:00 Uhr MEZ) in Perth (Perth Stadium)      |   |             |           |
| Australien                                                            | – | Philippinen | –:– (–:–) |
| 2. März 2026, 19:00 Uhr (10:00 Uhr MEZ) in Gold Coast                 |   |             |           |
| Südkorea                                                              | – | Iran        | –:– (–:–) |
| 5. März 2026, 13:00 Uhr (4:00 Uhr MEZ) in Gold Coast                  |   |             |           |
| Philippinen                                                           | – | Südkorea    | –:– (–:–) |
| 5. März 2026, 19:00 Uhr (10:00 Uhr MEZ) in Gold Coast                 |   |             |           |
| Iran                                                                  | – | Australien  | –:– (–:–) |
| 8. März 2026, 19:00 Uhr (10:00 Uhr MEZ) in Gold Coast                 |   |             |           |
| Iran                                                                  | – | Philippinen | –:– (–:–) |
| 8. März 2026, 20:00 Uhr (10:00 Uhr MEZ) in Sydney (Stadium Australia) |   |             |           |
| Australien                                                            | – | Südkorea    | –:– (–:–) |

### Gruppe B
| Pl. | Land        | Sp. | S | U | N | Tore    | Diff. | Punkte |
| --- | ----------- | --- | - | - | - | ------- | ----- | ------ |
| 1.  | Nordkorea   | 0   | 0 | 0 | 0 | 000:000 | ±0    | 0      |
| 1.  | China       | 0   | 0 | 0 | 0 | 000:000 | ±0    | 0      |
| 1.  | Bangladesch | 0   | 0 | 0 | 0 | 000:000 | ±0    | 0      |
| 1.  | Usbekistan  | 0   | 0 | 0 | 0 | 000:000 | ±0    | 0      |

| 3. März 2026, 13:00 Uhr (3:00 Uhr MEZ) in Sydney (Western Stadium)     |   |             |           |
| Nordkorea                                                              | – | Usbekistan  | –:– (–:–) |
| 3. März 2026, 19:00 Uhr (9:00 Uhr MEZ) in Sydney (Western Stadium)     |   |             |           |
| China                                                                  | – | Bangladesch | –:– (–:–) |
| 6. März 2026, 13:00 Uhr (3:00 Uhr MEZ) in Sydney (Western Stadium)     |   |             |           |
| Bangladesch                                                            | – | Nordkorea   | –:– (–:–) |
| 6. März 2026, 19:00 Uhr (9:00 Uhr MEZ) in Sydney (Western Stadium)     |   |             |           |
| Usbekistan                                                             | – | China       | –:– (–:–) |
| 9. März 2026, 17:00 Uhr (10:00 Uhr MEZ) in Perth (Rectangular Stadium) |   |             |           |
| Bangladesch                                                            | – | Usbekistan  | –:– (–:–) |
| 9. März 2026, 20:00 Uhr (10:00 Uhr MEZ) in Sydney (Western Stadium)    |   |             |           |
| Nordkorea                                                              | – | China       | –:– (–:–) |

### Gruppe C
| Pl. | Land           | Sp. | S | U | N | Tore    | Diff. | Punkte |
| --- | -------------- | --- | - | - | - | ------- | ----- | ------ |
| 1.  | Japan          | 0   | 0 | 0 | 0 | 000:000 | ±0    | 0      |
| 1.  | Vietnam        | 0   | 0 | 0 | 0 | 000:000 | ±0    | 0      |
| 1.  | Indien         | 0   | 0 | 0 | 0 | 000:000 | ±0    | 0      |
| 1.  | Chinese Taipei | 0   | 0 | 0 | 0 | 000:000 | ±0    | 0      |

| 4. März 2026, 13:00 Uhr (6:00 Uhr MEZ) in Perth (Rectangular Stadium)   |   |                |           |
| Japan                                                                   | – | Chinese Taipei | –:– (–:–) |
| 4. März 2026, 19:00 Uhr (12:00 Uhr MEZ) in Perth (Rectangular Stadium)  |   |                |           |
| Vietnam                                                                 | – | Indien         | –:– (–:–) |
| 7. März 2026, 13:00 Uhr (6:00 Uhr MEZ) in Perth (Rectangular Stadium)   |   |                |           |
| Chinese Taipei                                                          | – | Vietnam        | –:– (–:–) |
| 7. März 2026, 19:00 Uhr (12:00 Uhr MEZ) in Perth (Rectangular Stadium)  |   |                |           |
| Indien                                                                  | – | Japan          | –:– (–:–) |
| 10. März 2026, 17:00 Uhr (10:00 Uhr MEZ) in Perth (Rectangular Stadium) |   |                |           |
| Japan                                                                   | – | Vietnam        | –:– (–:–) |
| 10. März 2026, 20:00 Uhr (10:00 Uhr MEZ) in Sydney (Western Stadium)    |   |                |           |
| Indien                                                                  | – | Chinese Taipei | –:– (–:–) |

### Rangliste der Gruppendritten
Die zwei besten Gruppendritten spielen im Viertelfinale gegen die Gruppenersten der Gruppen A und C. Die genauen Paarungen hängen davon ab, aus welchen Gruppen sich die Dritten qualifizieren.
| Pl. | Land | Sp. | S | U | N | Tore    | Diff. | Punkte | Gruppe |
| --- | ---- | --- | - | - | - | ------- | ----- | ------ | ------ |
| 1.  | A3   | 0   | 0 | 0 | 0 | 000:000 | ±0    | 0      | A      |
| 1.  | B3   | 0   | 0 | 0 | 0 | 000:000 | ±0    | 0      | B      |
| 1.  | C3   | 0   | 0 | 0 | 0 | 000:000 | ±0    | 0      | C      |

## Finalrunde

### Spielplan
|  | Viertelfinale      | Viertelfinale |             |  | Halbfinale | Halbfinale |  |  | Finale | Finale |
|  |                    |               |             |  |            |            |  |  |        |        |
|  | Erster Gruppe A    |               |             |  |            |            |  |  |        |        |
|  | Dritter Gruppe B/C |               |             |  |            |            |  |  |        |        |
|  | Sieger VF 3        |               |             |  |            |            |  |  |        |        |
|  |                    |               |             |  |            |            |  |  |        |        |
|  |                    | Sieger VF 4   |             |  |            |            |  |  |        |        |
|  | Erster Gruppe C    |               |             |  |            |            |  |  |        |        |
|  |                    |               |             |  |            |            |  |  |        |        |
|  | Dritter Gruppe A/B |               |             |  |            |            |  |  |        |        |
|  |                    |               | Sieger HF 2 |  |            |            |  |  |        |        |
|  |                    | Sieger HF 1   |             |  |            |            |  |  |        |        |
|  | Erster Gruppe B    |               |             |  |            |            |  |  |        |        |
|  | Zweiter Gruppe C   |               |             |  |            |            |  |  |        |        |
|  | Sieger VF 2        |               |             |  |            |            |  |  |        |        |
|  |                    |               |             |  |            |            |  |  |        |        |
|  |                    | Sieger VF 1   |             |  |            |            |  |  |        |        |
|  | Zweiter Gruppe A   |               |             |  |            |            |  |  |        |        |
|  |                    |               |             |  |            |            |  |  |        |        |
|  | Zweiter Gruppe B   |               |             |  |            |            |  |  |        |        |

### Viertelfinale
| 13. März 2026, 18:00 Uhr (11:00 Uhr MEZ) in Perth (Rectangular Stadium) |   |                    |           |
| Zweiter Gruppe A                                                        | – | Zweiter Gruppe B   | –:– (–:–) |
| 14. März 2026, 13:00 Uhr (6:00 Uhr MEZ) in Perth (Rectangular Stadium)  |   |                    |           |
| Erster Gruppe B                                                         | – | Zweiter Gruppe C   | –:– (–:–) |
| 14. März 2026, 20:00 Uhr (10:00 Uhr MEZ) in Sydney (Stadium Australia)  |   |                    |           |
| Erster Gruppe A                                                         | – | Dritter Gruppe B/C | –:– (–:–) |
| 15. März 2026, 16:00 Uhr (6:00 Uhr MEZ) in Sydney (Stadium Australia)   |   |                    |           |
| Erster Gruppe C                                                         | – | Dritter Gruppe A/B | –:– (–:–) |

### Play-offs
Die beiden Sieger werden sich direkt für die WM qualifizieren. Die beiden Verlierer hingegen werden am WM-Play-off-Turnier teilnehmen.
| 19. März 2026, 13:00 Uhr (4:00 Uhr MEZ) in Gold Coast  |   |                |           |
| Verlierer VF 3                                         | – | Verlierer VF 4 | –:– (–:–) |
| 19. März 2026, 19:00 Uhr (10:00 Uhr MEZ) in Gold Coast |   |                |           |
| Verlierer VF 2                                         | – | Verlierer VF 1 | –:– (–:–) |

### Halbfinale
| 17. März 2026, 18:00 Uhr (11:00 Uhr MEZ) in Perth (Perth Stadium)      |   |             |           |
| Sieger VF 2                                                            | – | Sieger VF 1 | –:– (–:–) |
| 18. März 2026, 20:00 Uhr (10:00 Uhr MEZ) in Sydney (Stadium Australia) |   |             |           |
| Sieger VF 3                                                            | – | Sieger VF 4 | –:– (–:–) |

### Finale
| Sieger HF 2                                                              | Sieger HF 2                                                                                 | Sieger HF 1                                                                                 | Sieger HF 1 |
| ------------------------------------------------------------------------ | ------------------------------------------------------------------------------------------- | ------------------------------------------------------------------------------------------- | ----------- |
| Sieger HF 2                                                              | \| Finale \| \| 21. März 2026 um 20:00 Uhr (10:00 Uhr MEZ) in Sydney (Stadium Australia) \| | \| Finale \| \| 21. März 2026 um 20:00 Uhr (10:00 Uhr MEZ) in Sydney (Stadium Australia) \| | Sieger HF 1 |
| Finale                                                                   |                                                                                             |                                                                                             |             |
| 21. März 2026 um 20:00 Uhr (10:00 Uhr MEZ) in Sydney (Stadium Australia) |                                                                                             |                                                                                             |             |